# Atanasie Rednic
Atanasie Rednic, magyar forrásokban Rednic Anasztáz (Máragyulafalva, 1722 – Balázsfalva, 1772. május 2.) a fogarasi görögkatolikus egyházmegye püspöke, valamint a román görögkatolikus egyház elöljárója volt 1764–1772 között.

## Pályafutása
A kolozsvári jezsuita kollégiumban, majd Bécsben tanult, Munkácson lépett be a bazilita rendbe, és az ottani  kolostorban élt. 1749. február 12-én pappá szentelték. 1750-től a Balázsfalván papi szemináriumban dogmatikát és tanított. AZ 1750-es évek elején elkísérte Petru Pavel Aron püspököt az egyházmegyei vizitációkon, amelyeket a Rómával való unió megerősítése érdekében tett. Az 1752. november 13-14-i zsinaton a káptalan tagja lett.

### Püspöki pályafutása
A püspök halálát követő zsinaton, amelyet 1764. június 28–30 között tartottak, a legtöbb szavazatot (90) Grigore Maior kapta, őt szorosan követte a száműzetésben élő Inocențiu Micu-Klein korábbi püspök (72), illetve Silvestru Caliani (16) és Atanasie Rednic (9). A bécsi udvar eleve érvénytelenek tekintette a száműzött Kleinra adott szavazatokat, és a saját maga által jelölt Rednicet nevezte ki püspöknek az 1701-es (második) Diploma Leopoldinumban adott felhatalmazás alapján. A papság egy része ezt nem fogadta el, és több úton is XIII. Kelemen pápához folyamodtak, hogy ne iktassa be. A pápa ennek ellenére 1765. május 15-én kihirdette a kinevezést, Rednicet augusztus 4-én püspökké szentelték, és november 13-án beiktatták.
Püspöksége alatt komoly erőfeszítéseket tett, hogy minél több románt Rómához térítsen. Tevékenysége eredményeképpen 1766-ban mintegy 26 000 fő csatlakozott a görögkatolikus egyházhoz. Megszigorította a kolostori élet szabályait, és foglalkozott a vegyes (ortodox – görögkatolikus) házasságok kérdésével. 1771-ben panaszt tett XIV. Kelemen pápánál a jezsuiták latinosító törekvései ellen, azzal érvelve, hogy a görögkatolikusokra csak a Rómához való csatlakozáskor kötött szerződés vállalásai érvényesek.
Mivel nem kapott engedélyt a bécsi udvartól még egy – a balázsfalvihoz hasonló – iskola alapítására, számos fiatalt küldött külföldre tanulni, akik később fontos szerephez jutottak az egyházban.